# Сеул
Сеу́л (кор. 서울 [sʰʌ.ul], Соуль — букв.: «столица») — столица и крупнейший город Республики Корея. Образует единственный в стране город особого подчинения, разделённый на 25 самоуправляемых районов. Официальное название города — Город особого подчинения Сеул (кор. 서울특별시 Соуль-тхыкпёльси).
Население — 9,4 млн человек (июнь 2023), или 18,3 % населения страны. Образует агломерацию Сеул-Инчхон с населением 26 млн человек (2023 г.), девятую по величине в мире. Расположен на северо-западе Республики Корея вблизи Жёлтого моря, на равнине в окружении гор, на берегах реки Ханган, в 24 км от границы с КНДР.
Главный политический, экономический и культурный центр Республики Корея. Один из ведущих финансовых центров Восточной Азии.
С 1394 года под названием Ханян — столица Кореи, с 1948 года под названием Сеул — столица Республики Корея. Во время Корейской войны город был сильно разрушен. Сохранились остатки крепостной стены с воротами, восстановлен дворцовый комплекс Кёнбоккун XIV века. Имеются объекты Всемирного наследия ЮНЕСКО.

## Этимология
Слово Соуль происходит от древнекорейского соболь или сораболь («столица») периода Силла. Тогда это слово относили к городу Кёнджу, бывшей столице Силла. В ханче кён (京) означает «столица»; этот слог встречается, например, в официальном названии административной единицы на территории Сеула в годы японского колониального правления (Кёнсон/Кэйдзё) и в названиях железных и автомобильных дорог (Кёнбусон, 경부선 — железнодорожная линия Сеул-Пусан; Кёнъин косокторо, 경인고속도로 — скоростная автодорога Сеул-Инчхон).

### Китайская транскрипция
В отличие от большинства корейских географических названий, слово «Сеул» не имеет аналога на ханче, и по-китайски город называют его прежним именем (漢城/汉城, китайское чтение — Ханьчэн, корейское — Хансон; значение — «крепость на реке Ханган», но при желании можно трактовать и как «китайская крепость», «крепость ханьцев»). В январе 2005 года правительство города запросило изменение китайского названия города на 首爾/首尔 (Shǒu’ěr, Шоу-эр), что является приблизительным воспроизведением корейского произношения в китайском языке (в самом корейском, однако, 首爾 читается 수이, Су-и). При этом 首 (шоу) значит и «первый», и «столица». Китайцы приняли это название. Это изменение касается только носителей китайского языка и не оказывает влияние на корейское название города.

## Физико-географическая характеристика
Сеул расположен на северо-западе Республики Корея, на равнинной местности, на берегах судоходной реки Ханган.
Северная от реки часть города называется Канбук («к северу от реки»), южная — Каннам («к югу от реки»). К Каннаму прилегает остров Ёыйдо. Среди притоков Хангана — Танчон, Чхонгечхон и другие. Исторический центр окружён горами «Нэсасан» (Четыре горы с внутренней стороны крепостной стены): Пугаксан с севера, Наксан с востока, Намсан с юга и Инвансан с запада. На расположенной вблизи исторического центра лесистой горе Намсан (Южная гора) возвышается Сеульская телевизионная башня, к которой ведёт канатная дорога. Город целиком окружают горы «Весасан» (Четыре горы с внешней стороны крепостной стены): Пукхансан (высотою до 836,5 м) с севера, Ёнмасан с востока, Кванаксан с юга и Тогянсан с запада.
В административно-территориальном отношении Сеул с четырёх сторон граничит с провинцией Кёнгидо, а также с городом-метрополией Инчхоном на западе. Расстояние до Жёлтого моря по прямой составляет 15 км, до границы с КНДР — 24 км, до Пхеньяна — 193 км.

### Климат
Климат муссонный. Сеул находится на одной широте с югом Турции (Анталья, Аланья), Грецией, Испанией и другими тёплыми странами, тем не менее в городе отмечается устойчивая, хотя и непродолжительная мягкая зима. Средний температурный минимум января: −5,5 °C.
Лето жаркое (средняя температура августа — +26,1 °C) и очень влажное, однако сильная жара в городе бывает редко, и температура крайне редко достигает 35 °C. Этим Сеул отличается от городов с тропическим пустынным и степным климатом (Каир, Ташкент, Астрахань и другие), в которых схожа среднеиюльская температура. Летом в город приходит муссон (май-сентябрь), и среднемесячное количество осадков превышает 300 мм. За сутки иногда может выпасть более 100 мм осадков, а при прохождении тайфуна — более 250 мм осадков (для сравнения: годовая норма осадков в Москве составляет примерно 705 мм).
В остальные времена года преобладают ветры с материка, а зимой преобладает антициклональный тип погоды. Сеул не защищён от северных ветров горами, иногда в городе температура может опускаться до −15 °C и ниже.
| Показатель                                          | Янв. | Фев.  | Март | Апр. | Май   | Июнь  | Июль  | Авг.  | Сен.  | Окт. | Нояб. | Дек.  | Год    |
| --------------------------------------------------- | ---- | ----- | ---- | ---- | ----- | ----- | ----- | ----- | ----- | ---- | ----- | ----- | ------ |
| Абсолютный максимум, °C                             | 14,4 | 18,7  | 25,1 | 29,8 | 34,4  | 37,2  | 38,4  | 39,6  | 35,1  | 30,1 | 25,9  | 17,7  | 39,6   |
| Средний суточный максимум, °C                       | 2,0  | 5,0   | 11,0 | 18   | 23,5  | 27,7  | 29,1  | 30,0  | 26,1  | 20,2 | 12,0  | 4,4   | 17,5   |
| Средняя температура, °C                             | −2   | 0,6   | 6,1  | 12,6 | 18,3  | 22,7  | 25,3  | 26,1  | 21,7  | 15,0 | 7,5   | 0,2   | 12,8   |
| Средний суточный минимум, °C                        | −5,5 | −3,3  | 2,0  | 8,0  | 13,5  | 18,8  | 22,4  | 23,0  | 17,5  | 10,6 | 3,5   | −3,3  | 9,0    |
| Абсолютный минимум, °C                              | −23  | −19,6 | −14  | −4,3 | 2,4   | 8,8   | 12,9  | 13,5  | 3,2   | −5,1 | −11,9 | −23,1 | −23,1  |
| Норма осадков, мм                                   | 16,8 | 28,3  | 37   | 75   | 103,6 | 130,6 | 414,4 | 348,8 | 141,6 | 52,2 | 51    | 22,6  | 1422,7 |
| Средняя влажность, %                                | 60   | 58    | 58   | 56   | 63    | 68    | 78    | 76    | 69    | 64   | 62    | 61    | 64     |
| Источник: Корейская метеорологическая администрация |      |       |      |      |       |       |       |       |       |      |       |       |        |

## История

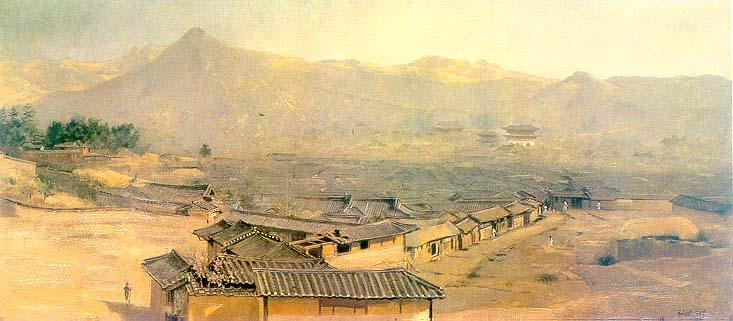
Сеул на картине 1898 года

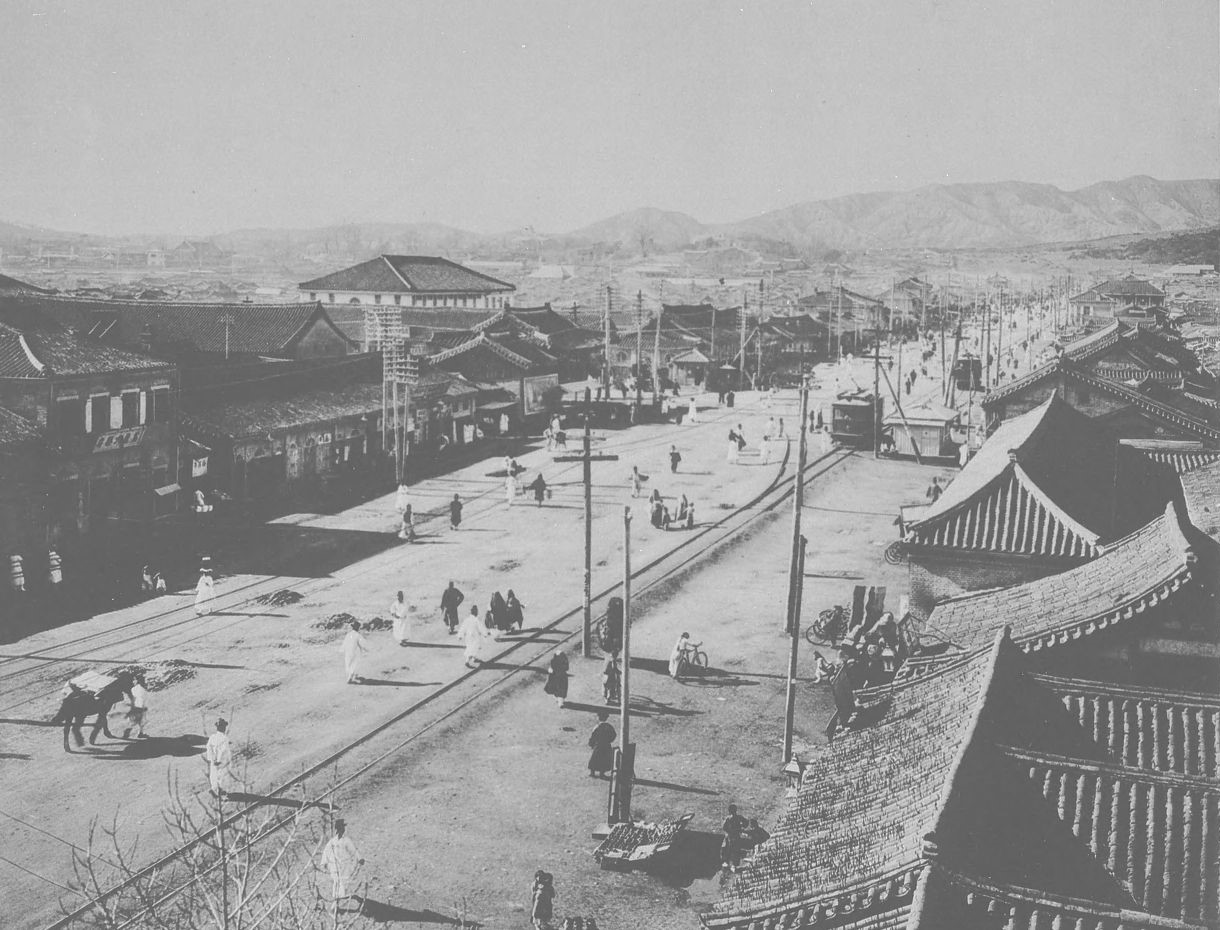
Город в 1905 году

Первое название города — Виресон, он был столицей государства Пэкче, начиная с 370 года до н. э. Во времена Корё был известен как Хансон (漢城, «крепость на берегу реки Ханган»). Во времена династии Чосон, начавшейся в 1394 году, был столицей государства и назывался Ханьян (漢陽)). В годы японского колониального правления на территории города располагалась административная единица Кёнсон (яп. 京城, Кэйдзё), название Сеул было окончательно утверждено в независимой Корее в 1946 году.
Пэкче, одно из трёх корейских королевств, было основано в 18 году до н. э., со столицей в городе Виресон в районе современного Сеула. С тех пор сохранились развалины городских стен. Управление городом вскоре перешло от Пэкче к Корё в V веке, а затем к Силла в VI веке. В XI веке правительство Корё, завоевавшее Силла, построило крепость, известную как «Южная Столица». Когда Чосон сменила Корё, столица была перенесена в Сеул (Хансон, позднее Ханьян), где оставалась до конца правления династии.
Изначально город был полностью окружён крепостной стеной высотой до семи метров для защиты населения от диких животных, разбойников и вражеских армий. Затем город разросся за стены и, хотя они сейчас не существуют (кроме небольшого участка к северу от центра города), крепостные ворота существуют по сей день, самые известные из них: Намдэмун и Тондэмун. Во времена Чосон ворота открывались и закрывались каждый день под звуки больших колоколов.

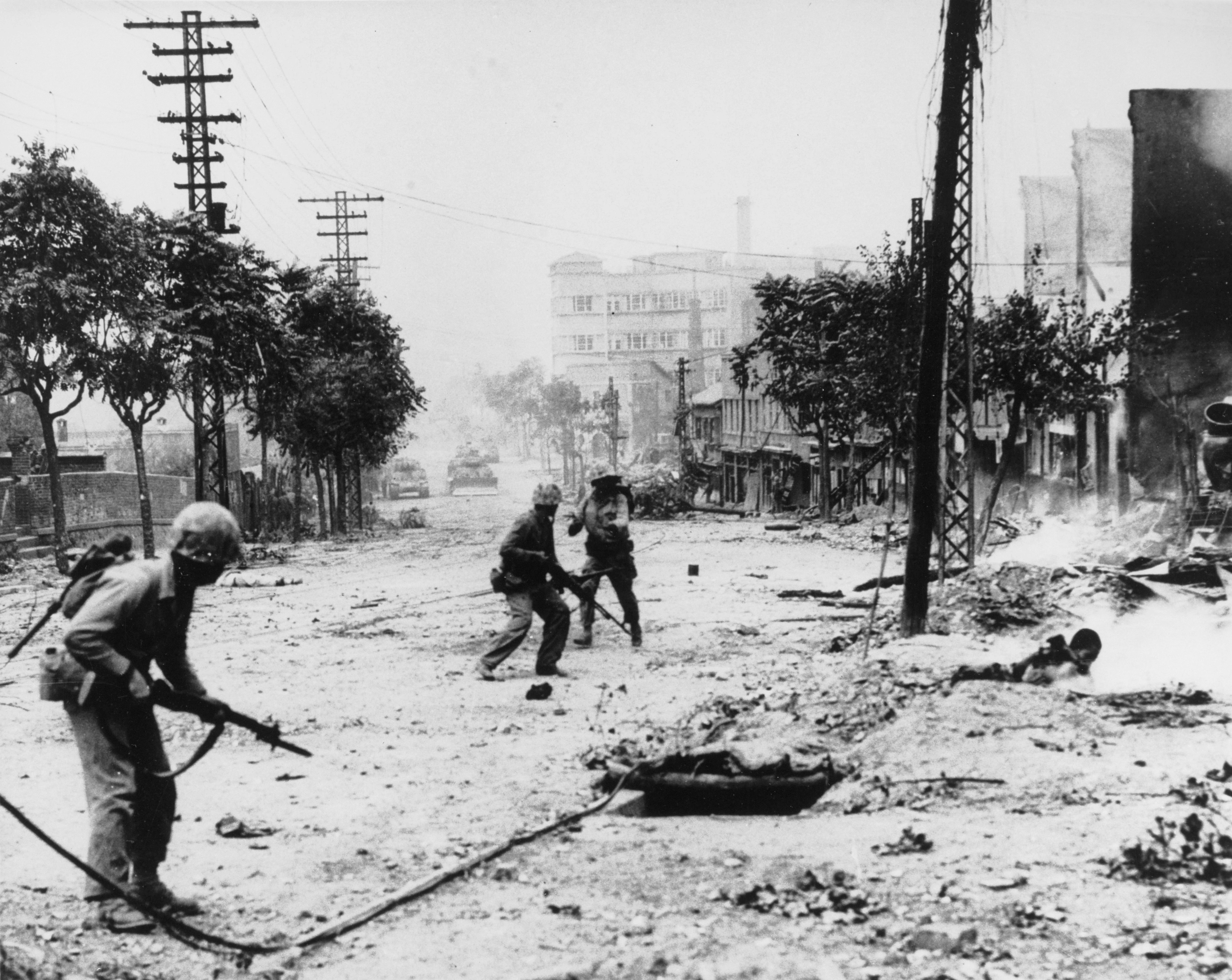
Бои на улицах Сеула во время Корейской войны

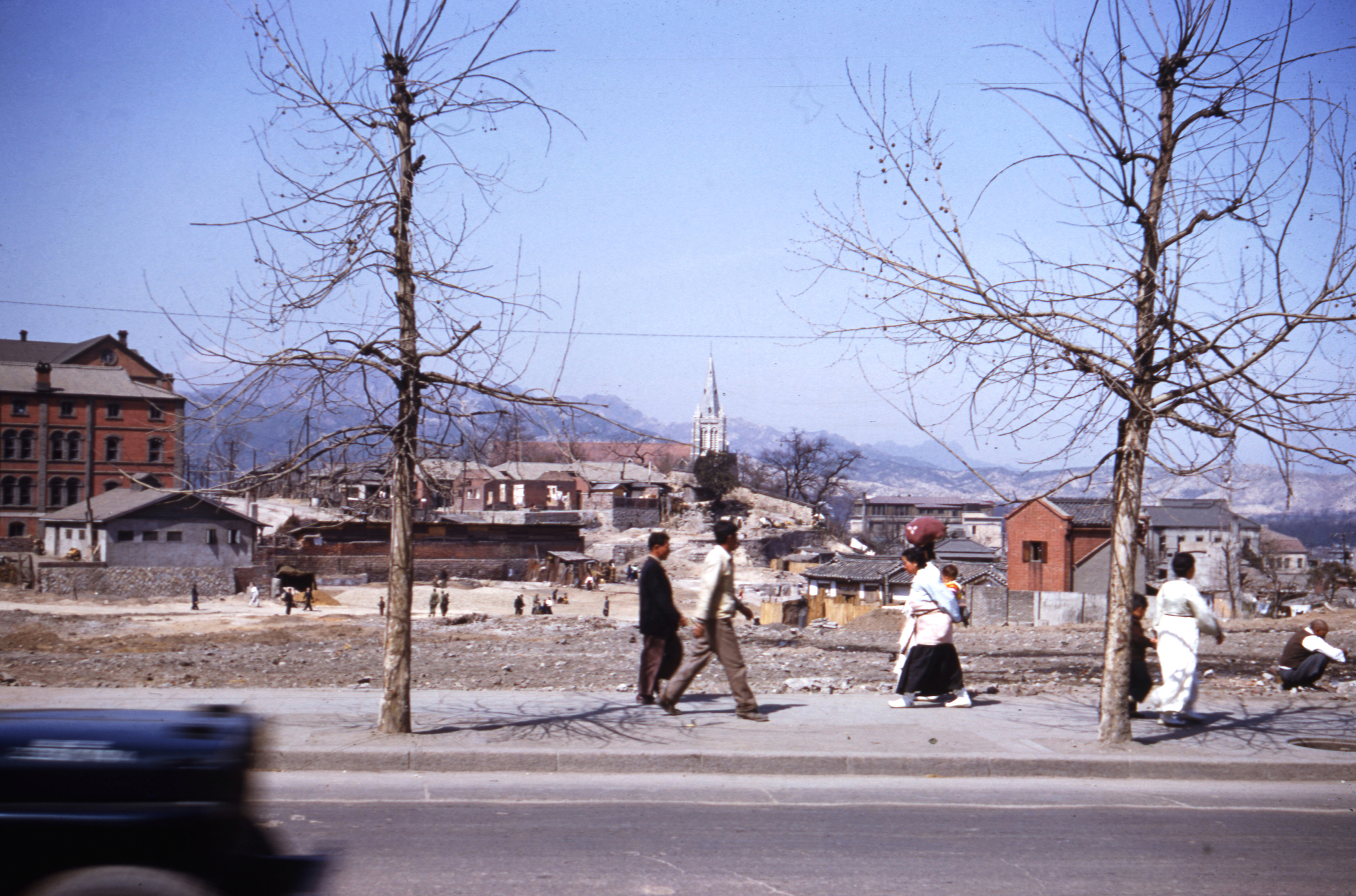
Снимок с улиц Сеула в 1953 г.

Во время Корейской войны Сеул дважды переходил в руки северокорейских и китайских войск (в июне—сентябре 1950 и январе—марте 1951 годов). Во время нахождения в городе китайских войск военным комендантом города был советский кореец Дю Гван Му. В результате боевых действий город был сильно разрушен. По крайней мере 191 000 построек, 55 000 жилых домов и 1000 предприятий лежало в руинах. Вдобавок, поток беженцев заполнил город, увеличив численность населения до 2,5 миллионов, большей частью бездомных. После войны Сеул был быстро восстановлен и снова стал политическим и экономическим центром страны.
По старой конституции КНДР 1948 года Сеул являлся столицей Северной Кореи. В 1988 году Сеул стал столицей XX летних Олимпийских игр, а в 2002 году — одним из мест проведения чемпионата мира по футболу.

## Административное деление
Сеул разделен на 25 ку (구 — муниципальный округ, имеющий статус самоуправления), которые, в свою очередь, разделены на 522 тон (동 — административный район), 13 787 тхон и 102 796 пан.
| 1. Йонсан 2. Чунку 3. Сондон 4. Каннам 5. Сочхо 6. Тонджак 7. Йондынпхо 8. Мапхо | 1. Содэмун 2. Чонно 3. Сонбук 4. Тондэмун 5. Кванджин 6. Сонпха 7. Кванак 8. Кымчхон | 1. Куро 2. Янчхон 3. Кансо 4. Ынпхён 5. Канбук 6. Тобон 7. Новон 8. Чуннан | 1. Кандон |

## Население

Демографическая пирамида Сеула в 2022

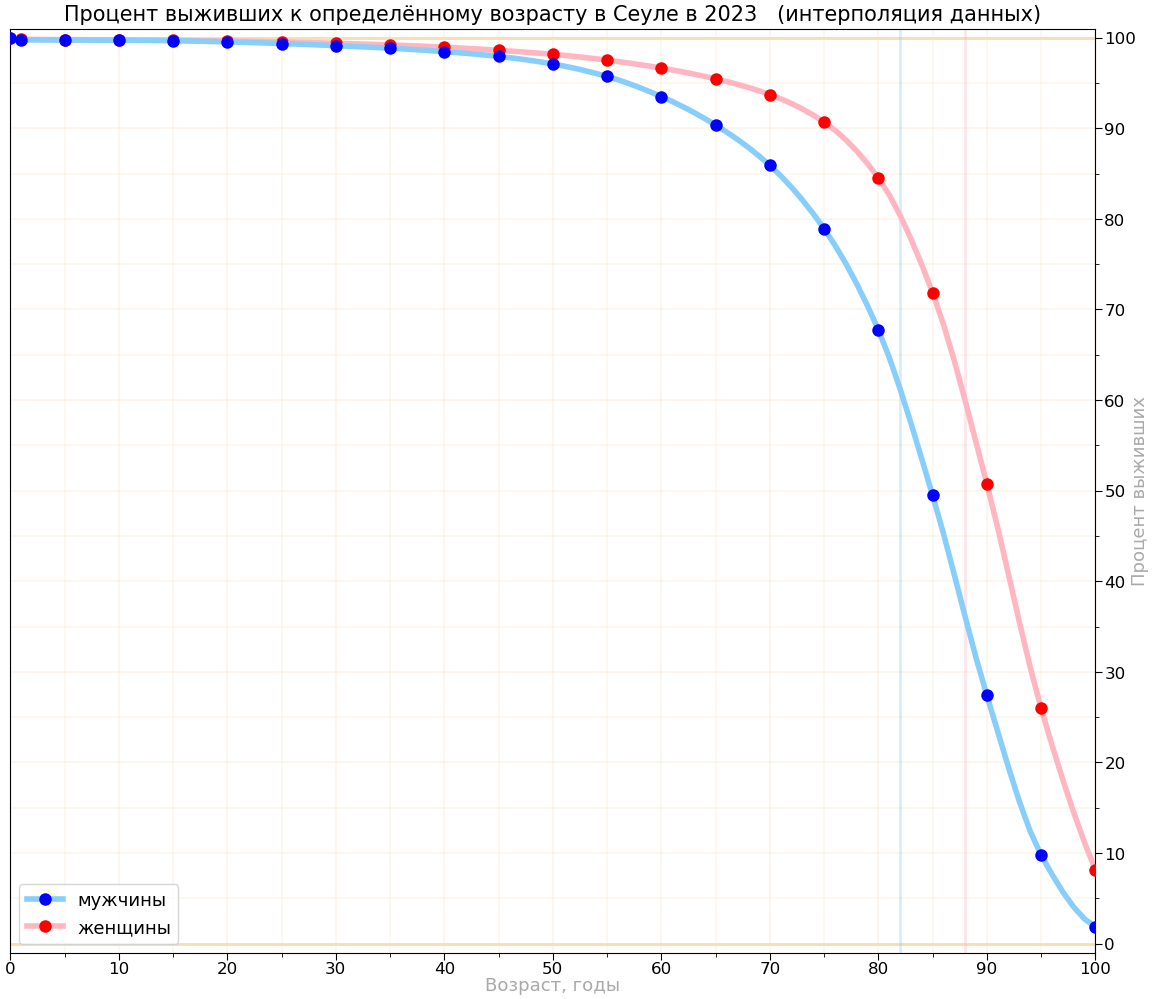
Процент выживших к определённому возрасту в Сеуле в 2023 году. Ожидаемая продолжительность жизни в этом регионе одна из самых высоких в мире и на 2023 год составляла 85,0 лет.

| Год  | Количество жителей |
| ---- | ------------------ |
| 1428 | 103 328            |
| 1660 | 200 000            |
| 1881 | 199 100            |
| 1890 | 192 900            |
| 1899 | 211 200            |
| 1902 | 196 600            |
| 1906 | 230 900            |
| 1910 | 278 958            |
| 1915 | 241 085            |
| 1920 | 250 208            |
| 1925 | 336 349            |
| 1930 | 355 426            |
| 1935 | 404 202            |
| 1940 | 930 547            |

| Год  | Количество жителей |
| ---- | ------------------ |
| 1944 | 947 630            |
| 1949 | 1 418 025          |
| 1952 | 648 432            |
| 1955 | 1 574 868          |
| 1960 | 2 445 402          |
| 1966 | 3 793 280          |
| 1970 | 5 433 198          |
| 1975 | 6 889 502          |
| 1980 | 8 364 379          |
| 1985 | 9 639 110          |
| 1990 | 10 612 577         |
| 1995 | 10 231 217         |
| 2000 | 9 895 972          |
| 2005 | 10 349 312         |
| 2015 | 10 063 197         |

## Экономика

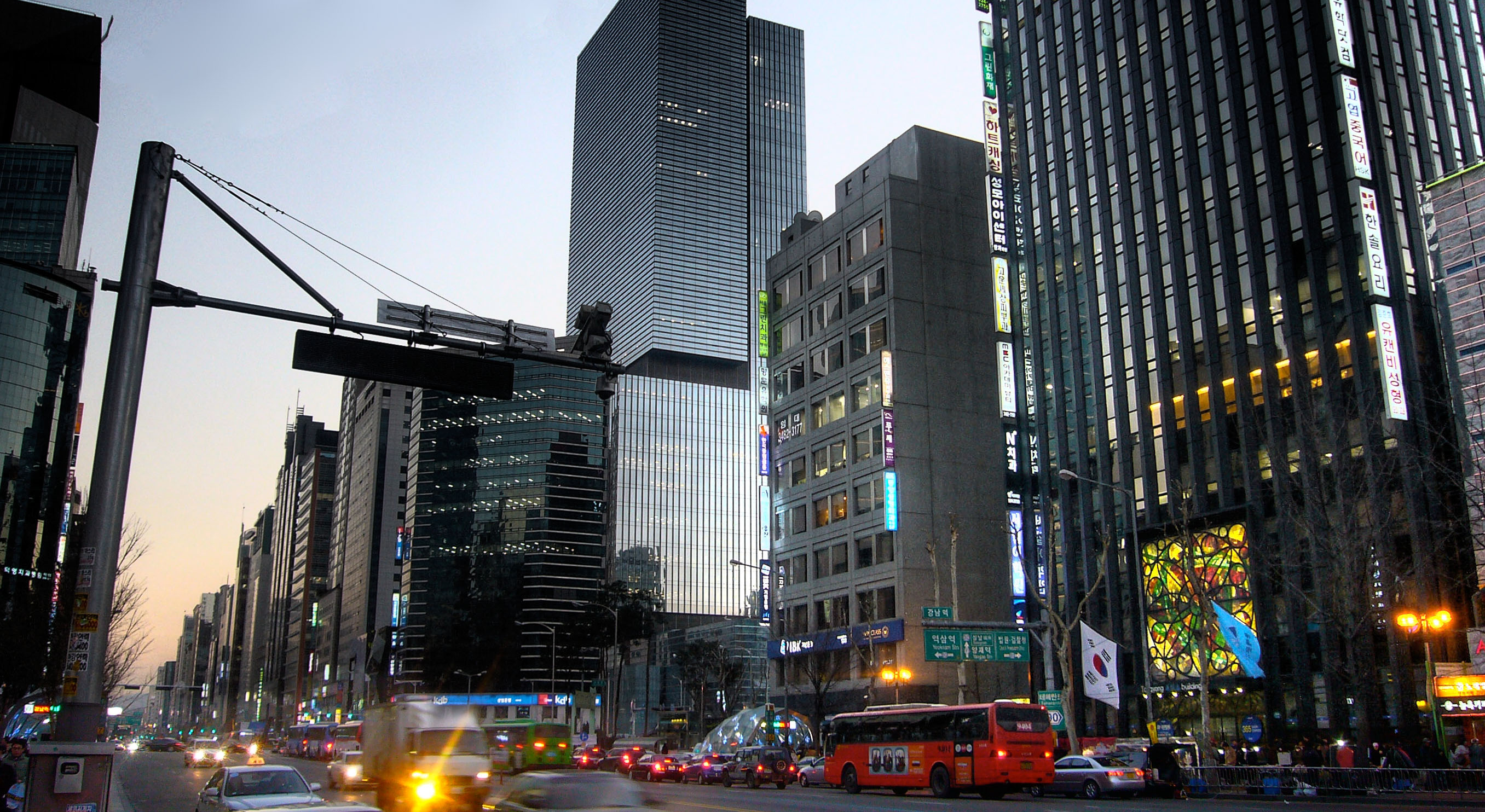
Деловой район Каннам

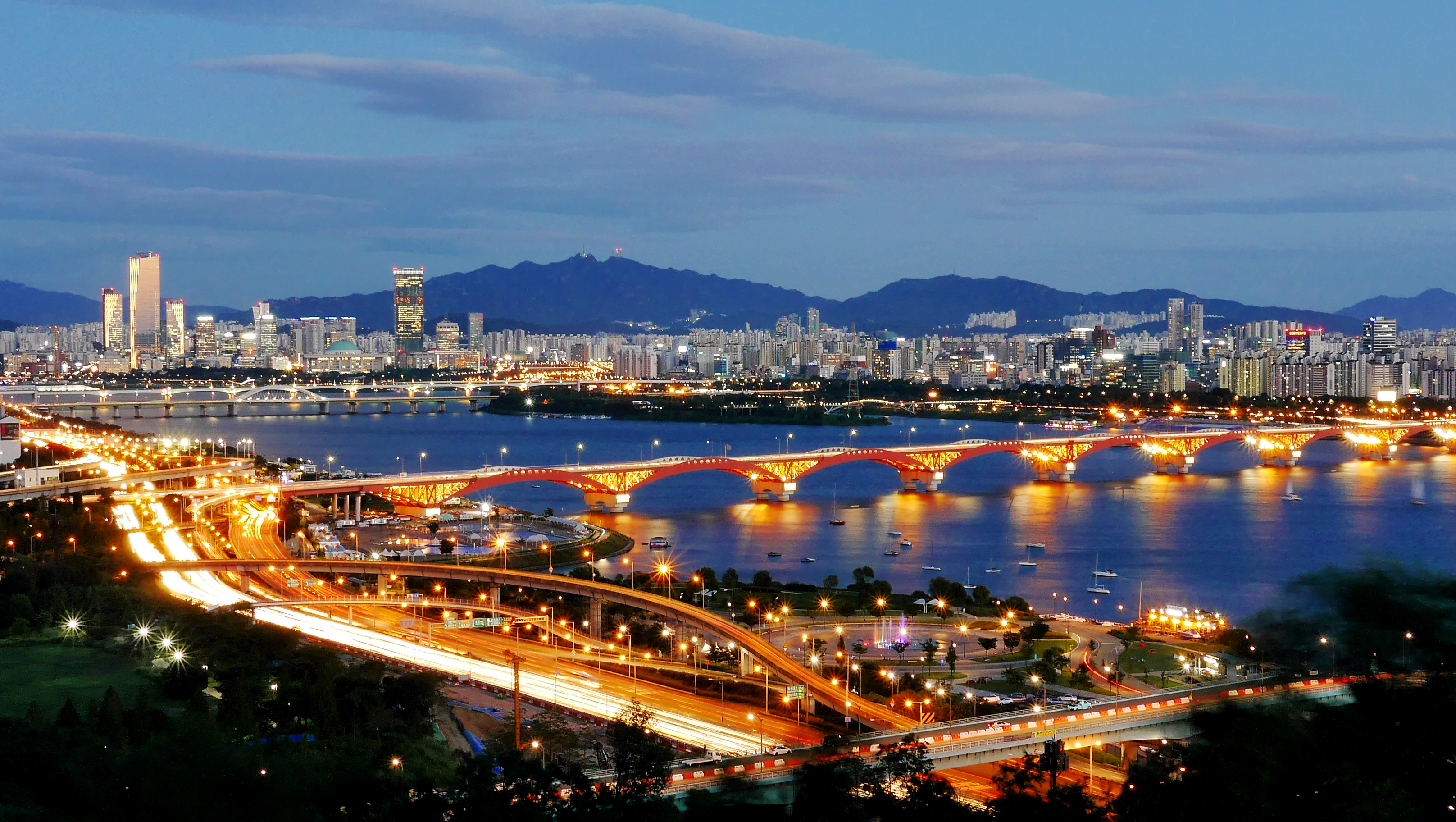
Сеул — одна из «Мировых столиц дизайна»

Сегодня население города — это четверть населения Южной Кореи, Сеул занимает (на 2001 год) седьмое место среди городов мира по количеству штаб-квартир корпораций, входящих в список пятисот крупнейших транснациональных корпораций по версии журнала Fortune.
Сеул — один из крупнейших промышленных и финансовых центров мира. Здесь располагаются штаб-квартиры корпораций Samsung, LG, Hyundai, Kia и SK. В Сеуле работают около 20 000 предприятий. Хотя Сеул занимает всего 0,6 % территории Республики Корея, город производит 21 % ВВП страны. Главные отрасли экономики: торговля, машиностроение, телекоммуникации, электроника, строительство.
В Сеуле находятся штаб-квартиры многих международных компаний. Интернациональные банки Citigroup, Deutsche Bank, HSBC, Goldman Sachs, JPMorgan Chase, Barclays, Grupo Santander, UBS, Credit Suisse, UniCredit, Société Générale, Calyon, BBVA, Macquarie Group, ING Bank, State Street и Standard Chartered имеют свои филиалы в городе.
Сеул по данным The Economist Intelligence Unit в 2015 году вошёл в десятку самых дорогих городов мира.

## Транспорт

### Городской

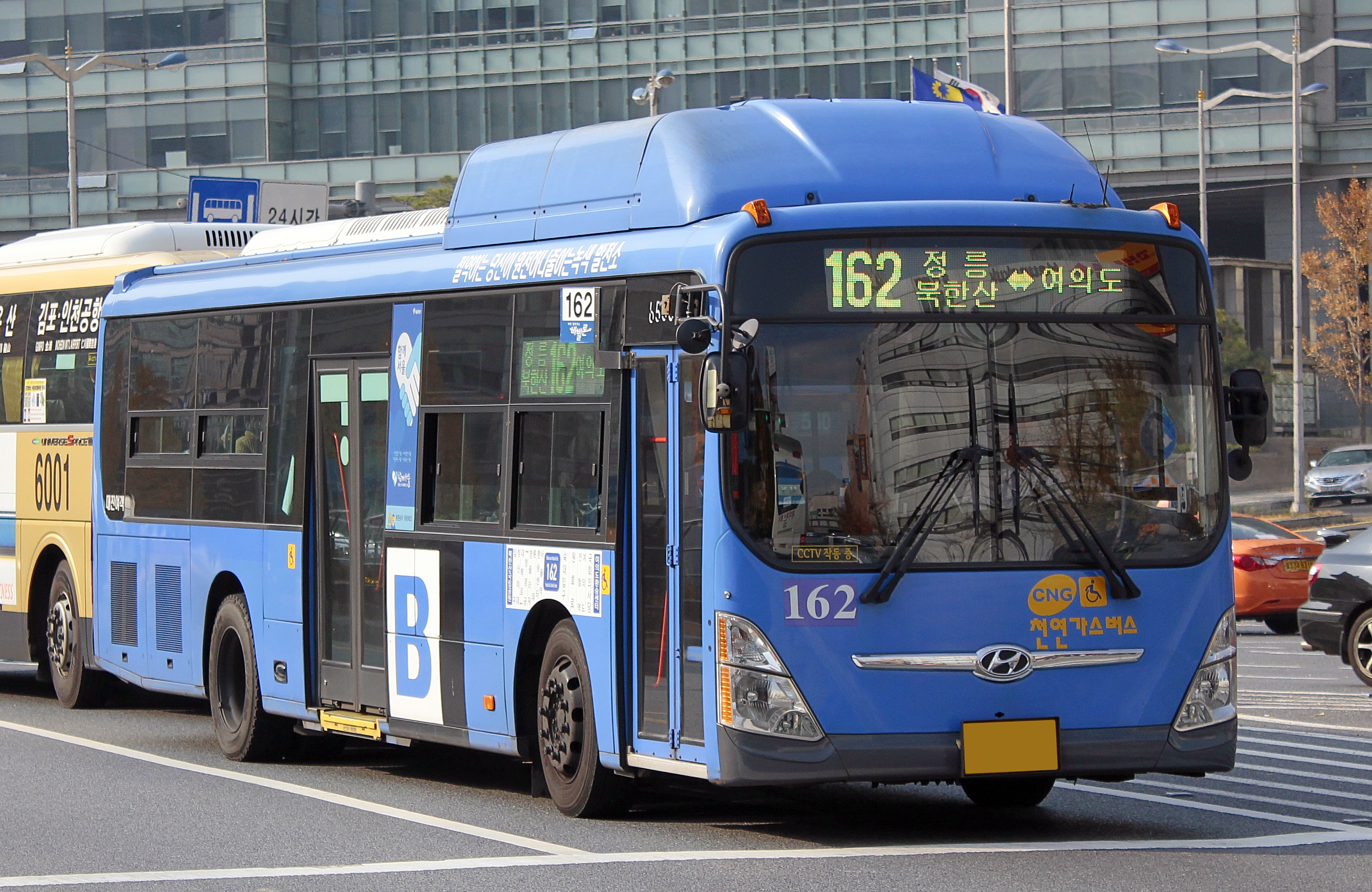
Сеульский автобус

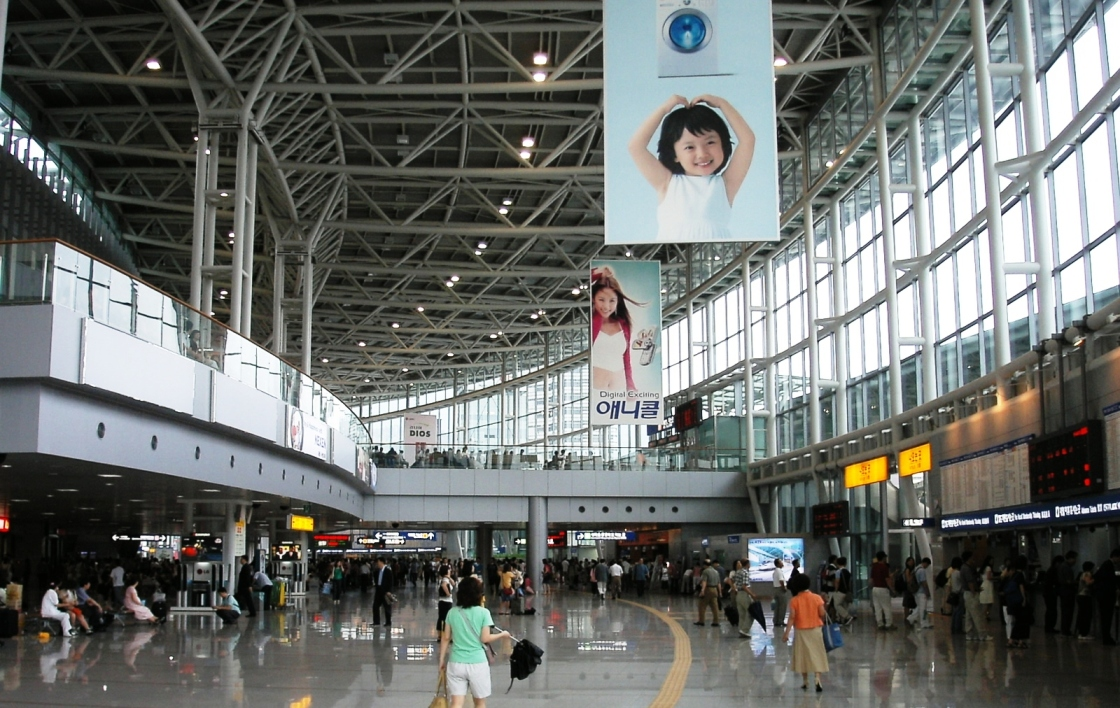
Центральный железнодорожный вокзал Сеула

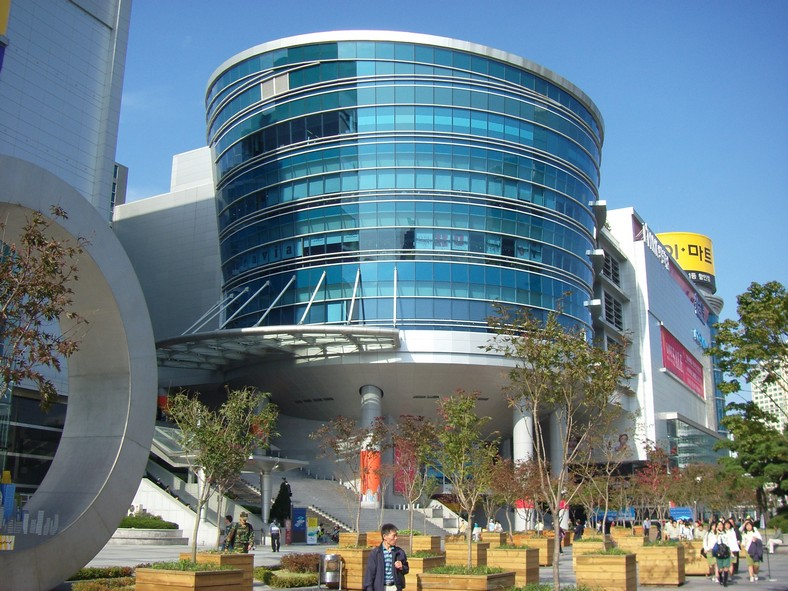
Наземный вестибюль станции Йонсан

Сеульский метрополитен по объёмам пассажироперевозок занимает одно из первых мест в Азии. Девять линий метро имеют номера от 1 до 9, есть линия Чунъансон (кор. 중앙선), являющаяся железной дорогой, но имеющая общие станции пересадок с линиями метрополитена, и линия Пундансон (кор. 분당선), тоже относящаяся скорее к железной дороге, нежели к линии метрополитена. Эта линия состоит из 20 станций, но на территории города имеет лишь 8 станций. Определение количества станций метро, принадлежащих городу, является очень сложным ввиду тесного взаимодействия государственного и частного капиталов при строительстве линий метрополитена, а также в связи с тем, что сеульское метро изначально появилось как часть пригородных железных дорог (первая линия метро была всего лишь соединительным участком двух пригородных железных дорог). Девятая линия метро введена в эксплуатацию в 2009 году. Она протянулась вдоль южного берега реки Ханган и состоит из 36 станций. На схемах метрополитена линии и станции пронумерованы, что позволяет иностранцам довольно легко ориентироваться при назначении встреч на определённых станциях. Названия всех станций и вообще все указатели в метрополитене продублированы на английском языке (а названия станций имеют аналоги ханча).
До середины 1970-х годов в деловом центре Сеула существовал и трамвайный транспорт, однако в связи с началом ввода в эксплуатацию метрополитена, а также с тем обстоятельством, что трамвайные пути занимали слишком много места на узких улочках Сеула в условиях постоянного увеличения численности автотранспорта, было принято решение ликвидировать трамвай как вид транспорта.
В городе и на междугородних маршрутах очень развит автобусный транспорт. Автобусы имеют преимущество перед частным автотранспортом и это правило соблюдается в абсолютном большинстве случаев (основные нарушители этого правила — таксисты, с которыми у водителей автобусов идёт непримиримая вражда — это замечают многие гости Сеула). Однако в связи с неуклонным ростом количества личного автотранспорта несколько лет назад серьёзно встала проблема пробок на дорогах. Проблему пробок для автобусов отчасти удалось решить благодаря инициативе будущего президента, а в то время (2007 год) ещё мэра Сеула Ли Мён Бака — на одной из центральных дорог Ханганно (кор. 한강로) от моста Ханган (кор. 한강대교) до площади сеульского вокзала были проложены специальные автобусные линии. В результате нововведения время поездки горожан из южных районов Сеула в центр города утром и из центра города вечером по этому маршруту сократилось примерно в 2,5—3 раза. Сразу же вслед за этим нововведением в других районах Сеула последовали аналогичные изменения.

### Междугородный
Транспортный бум в Сеуле берёт начало в эпоху Корейской империи, когда были проложены первые автодороги и первая железная дорога до Синыйджу. С тех пор транспортная система города сильно разрослась, сделав его одним из крупнейших транспортных узлов Азии. В городе проложен метрополитен с девятью линиями, действует около 200 автобусных маршрутов и шесть больших автострад (хайвеев), соединяющих районы города и пригороды. Сеул соединяется с другими городами страны посредством Корейской скоростной железной дороги, являющейся одной из самых быстрых в мире.
Город обслуживается двумя аэропортами. Аэропорт Кимпхо долгое время был единственным в стране международным аэропортом. В марте 2001 года открылся Международный аэропорт Инчхон в городе Инчхон. После этого аэропорт Кимпхо стал осуществлять только внутренние рейсы (за исключением рейсов в Токио и Шанхай). Инчхонский аэропорт входит в число крупнейших в Восточной Азии, наряду с аэропортами Гонконга и Сингапура. Оба аэропорта связаны с Сеулом скоростными автомагистралями. В 2008 году открыто железнодорожное сообщение между аэропортами Кимпхо и Инчхон, а с 2011 года оба аэропорта связаны с сеульским вокзалом.

## Вузы

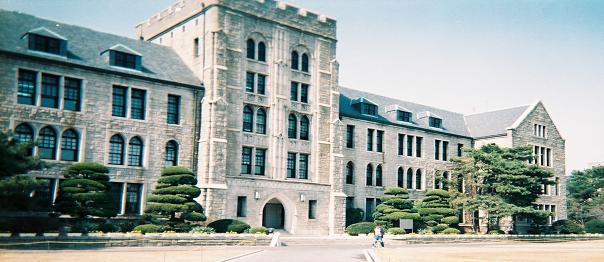
Университет Корё

В Сеуле располагаются самые престижные университеты страны, включая Сеульский национальный университет, университет Корё, и университет Ёнсе. Среди прочих: Университет Чунан, Университет искусств Чхуге, Университет Тонгук, Женский университет Тондок, Женский университет Токсон, Женский университет Ихва, Университет иностранных языков Хангук, Университет Хансон, Университет Ханян, Теологический университет Ханён, Университет Хоник, Университет Индок, Университет Канвун, Университет Конгук, Университет Кунмин, Корейский государственный открытый университет, Корейский государственный спортивный университет, Государственный университет искусств, Университет Кёнги, Университет Кёнхи, Университет Мёнджи, Университет Самюк, Университет Санмён, Университет Седжон, Университет Согён, Сеульский женский университет,
Университет Соган, Женский университет Сонсин, Женский университет Сунмён, Университет Сунсиль, Университет Сонгюнгван, Сеульский муниципальный университет.

## Научные организации
В Сеуле располагаются отделения Корейской академии наук, научные подразделения корпораций и Международный институт вакцин при ООН

## Культура

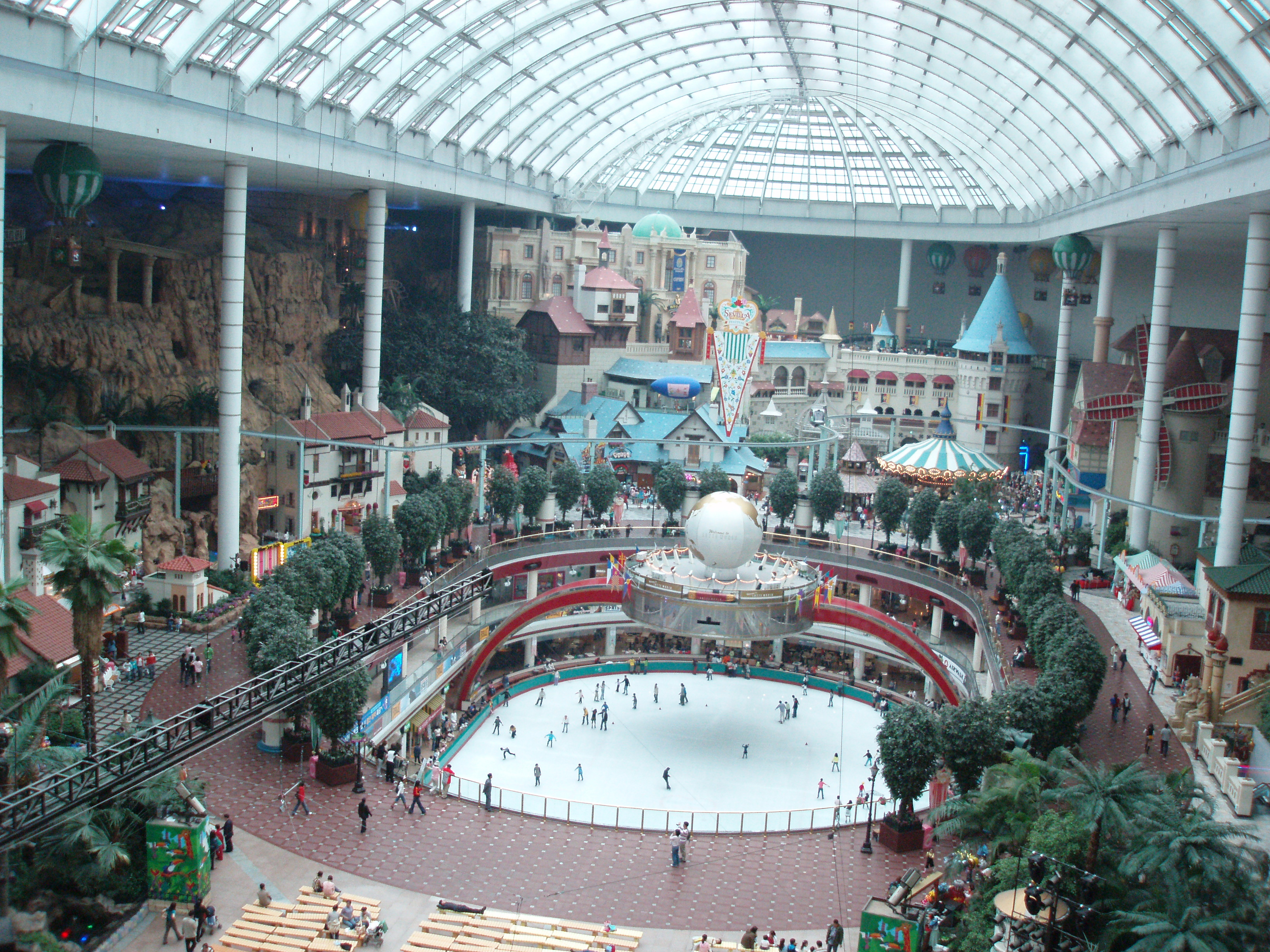
Парк развлечений Lotte World

Большой популярностью пользуется развлекательный комплекс COEX, в котором сосредоточено огромное количество всевозможных закусочных и ресторанчиков, кинотеатров и магазинов, а также — большой подземный океанариум. В соседнем районе Сонпхагу расположен парк развлечений Lotte World, который также является очень популярным местом в городе. В связи с большим объёмом работы, проделанным правительством города для снижения загрязнения окружающей среды, воздух в городе по чистоте равен токийскому, и намного чище, чем в Пекине. В Сеуле и окружающих районах располагается шесть больших парков, включая Сеульский лес, открытый в 2005 году. Зона вокруг Сеула засажена лесополосой для защиты от загрязнения предприятиями, находящимися в провинции Кёнгидо. Кроме того, в Сеуле находятся три больших парка развлечений: Lotte World, Seoul Land и Everland, расположенный в пригороде Йонъин. Самый посещаемый из них — Lotte World. Другие центры отдыха — это, прежде всего, олимпийский стадион и стадион чемпионата мира 2002-го года, а также публичный парк в центре города. Берег острова Йоыйдо — пожалуй, самая развитая часть городского парка реки Ханган (кор. 한강시민공원), который протянулся по обоим берегам и проходит через весь город: у берега работают корабли-рестораны, по трём маршрутам курсируют речные трамвайчики, помимо этого есть станция речного такси (перевозка осуществляется небольшими катерами, довольно быстрыми), также на берегу острова расположено большое количество коммерческих палаток, торгующих продуктами быстрого приготовления и напитками (вплоть до алкогольных), есть несколько пунктов аренды велосипедов, спортивные площадки (со штангами, турниками и т. д.), туалеты. Эта часть парка реки Ханган пользуется у горожан огромной популярностью, поскольку далеко не у всех есть время выехать с семьёй/друзьями за город или к морю даже на выходных. Огромные скопления народа наблюдаются в основном ближе к концу недели, на выходных и по праздникам. В будние дни по вечерам у берега можно встретить немало офисных работников, которые приходят отдохнуть с коллегами после окончания трудового дня. Основной контингент приезжающих сюда — молодёжь, однако часто встречаются и люди пожилого возраста.
Специально для любителей велосипедного спорта вдоль обоих берегов реки Ханган протянулись велосипедные трассы. Почти на всём протяжении в пределах города реку Ханган (а также велосипедные дорожки и спортивные площадки) от жилых районов отгораживают скоростные автомагистрали. Для того, чтобы горожанам было удобнее добираться до берегов реки, через автомагистрали в некоторых местах уже построены, а местами ещё строятся пешеходные и велосипедные мостики.
Музеи и галереи: Национальный исторический музей, Военный мемориал, Национальный музей современного искусства, Музей оптических иллюзий (Trick Eye Museum) на Хондэ. В пригородах: Монумент Самджондо, Намхансон, Пукхансон, Парк Намсан, Парк Сунджюн. Другие: Юксам Билдинг, Фонтан радуги, Чхонвадэ. Также в Сеуле и в его пригородах находится множество тематических парков (парков развлечений) и аквапарков: Everland, Lotte World, Seoul Land, Ocean World, Carribean Bay, Tiger World, Большой сеульский парк.

## Архитектура
Согласно действующему генеральному плану Сеула до 2030 года, город имеет три главных центра: исторический центр города имеет границы Ханяна времён династии Чосон (проспект Чонно и площадь Кванхвамун), деловой центр Каннам и финансовый Ёндынпхо-Ёыйдо.
Там соседствуют древние дворцы, штаб-квартиры корпораций, современные офисные здания и гостиницы. Эта часть города находится в долине Чхонгечхон (청계천). К северу от делового центра находится гора Пукхансан, а к югу — небольшая гора Намсан. Далее на юг находятся бывшие окраины Ёнсангу и Мапогу и протекает река Ханган. На другой стороне реки, в юго-восточной части Сеула находится современный район Каннам и его окрестности. Здесь располагается корейский Международный торговый центр. На Йоыйдо, небольшом острове посреди реки Ханган, на котором в древние времена была переправа на северный берег реки, и который некогда использовался в качестве военного аэродрома, располагаются Национальная ассамблея Республики Корея, главные теле- и радиовещательные студии и большое количество офисных зданий. Аккуратная планировка города была ключевой концепцией при его застройке начиная с XIV века. Королевские дворцы династии Чосон по сей день находятся в Сеуле. Главный императорский дворец (Кёнбоккун) восстановлен в прежнем облике. Династия Чосон построила в Сеуле «Пять больших дворцов»: Чхандоккун, Чхангёнгун, Токсугун, Кёнбоккун, Кёнхигун. Кроме того, есть один менее значимый дворец Унхёнгун. Известные храмы и гробницы: Чонмё, Тонмё, Мунмё, Чогеса, Хвагеса, Наксондэ.

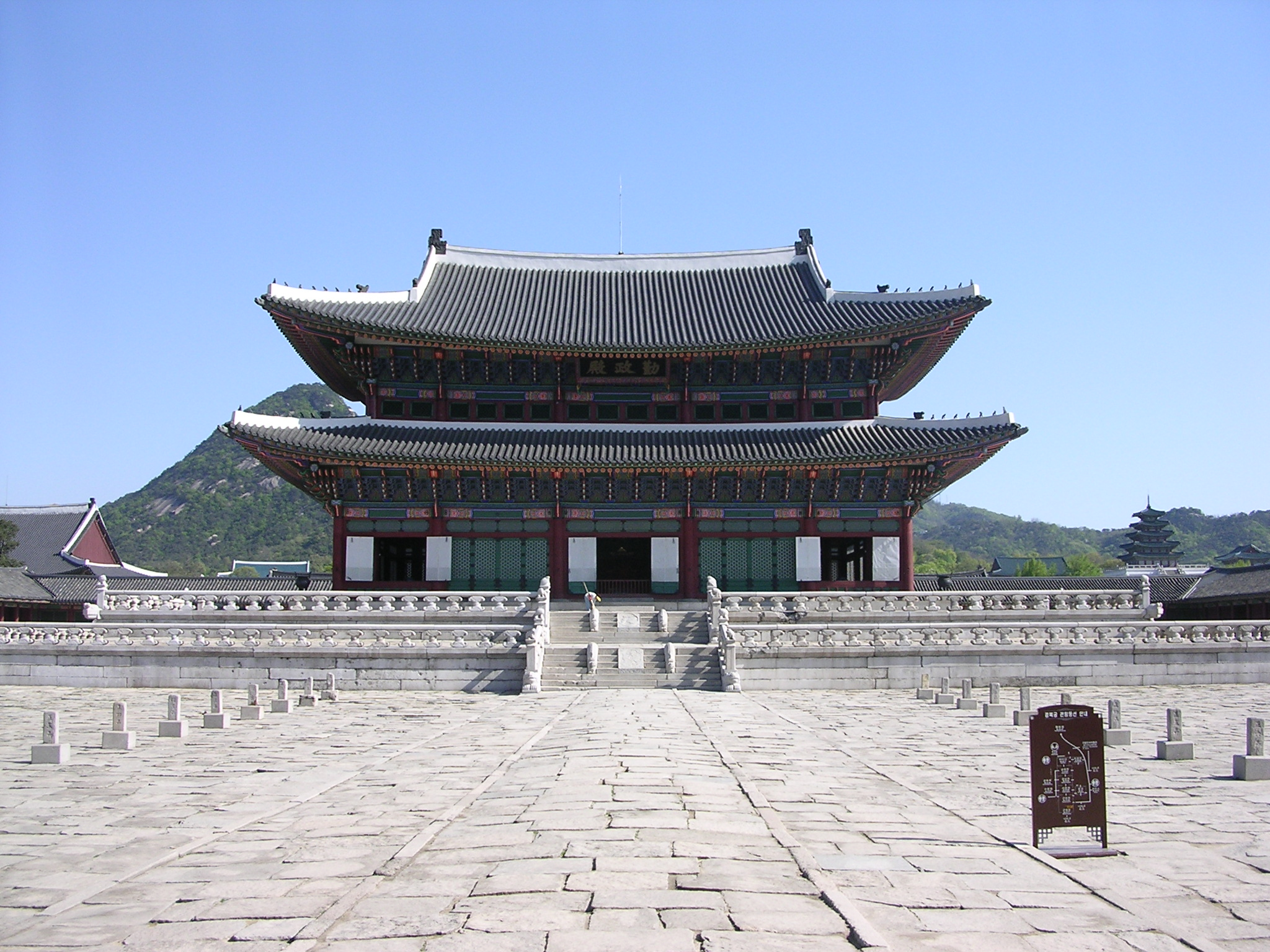
Дворцовый комплекс Кёнбоккун
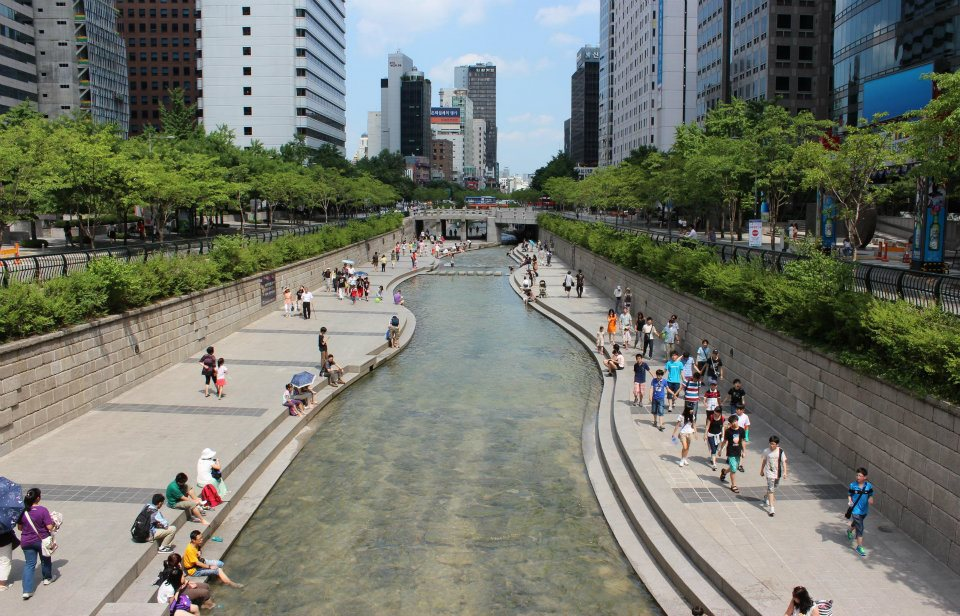
Набережная Чхонгечхон
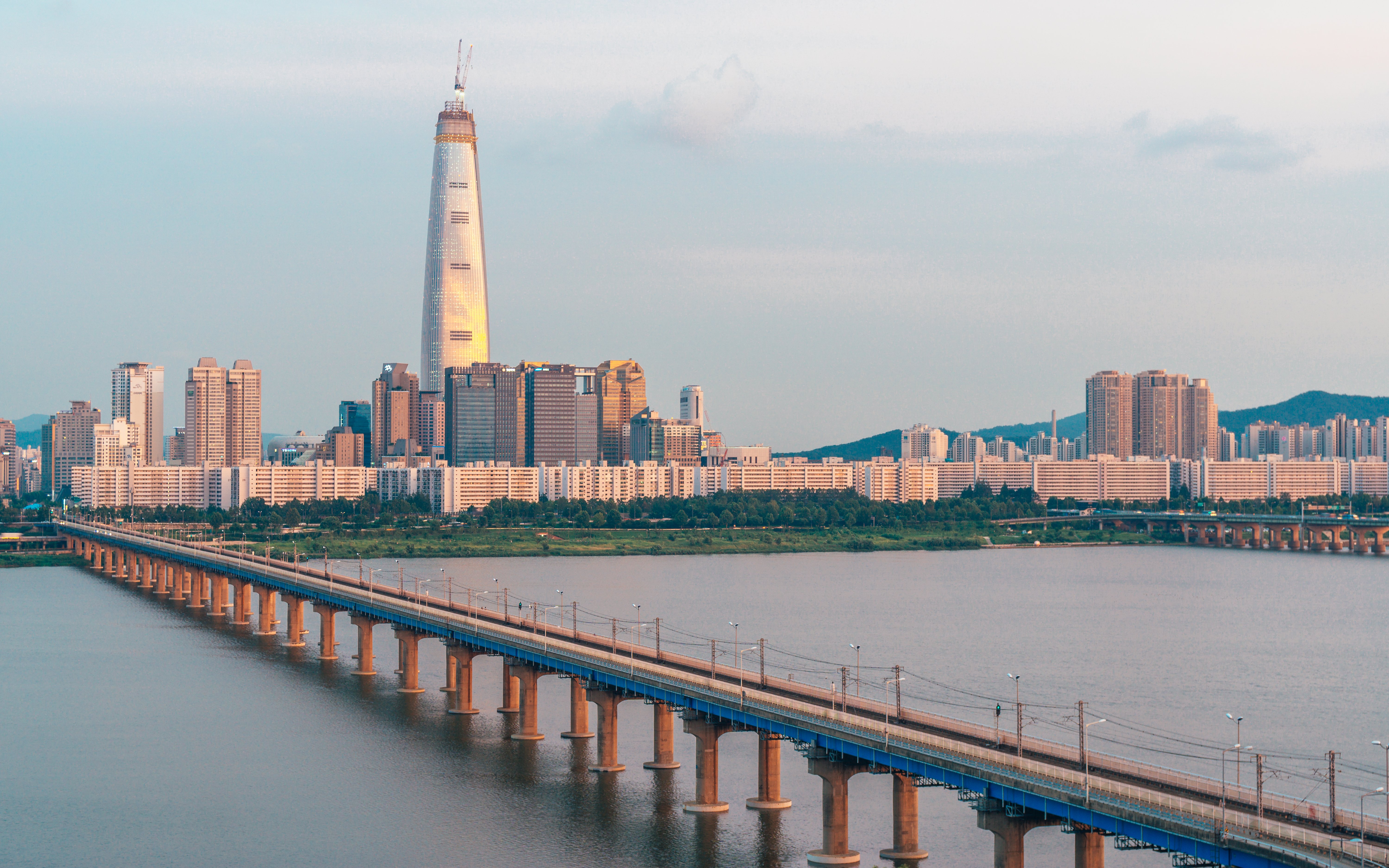
Lotte World Tower
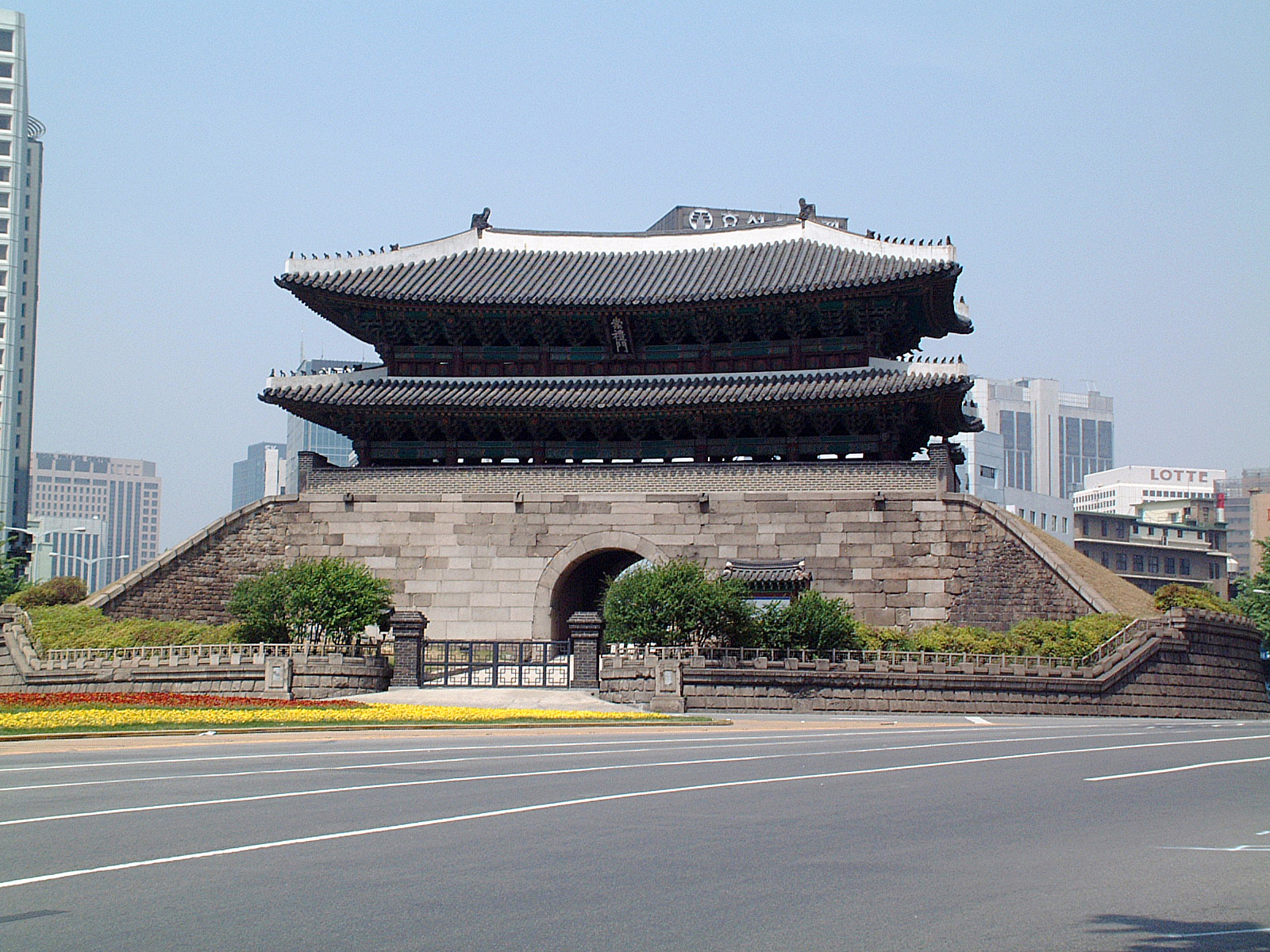
Ворота Намдэмун

## Международные отношения

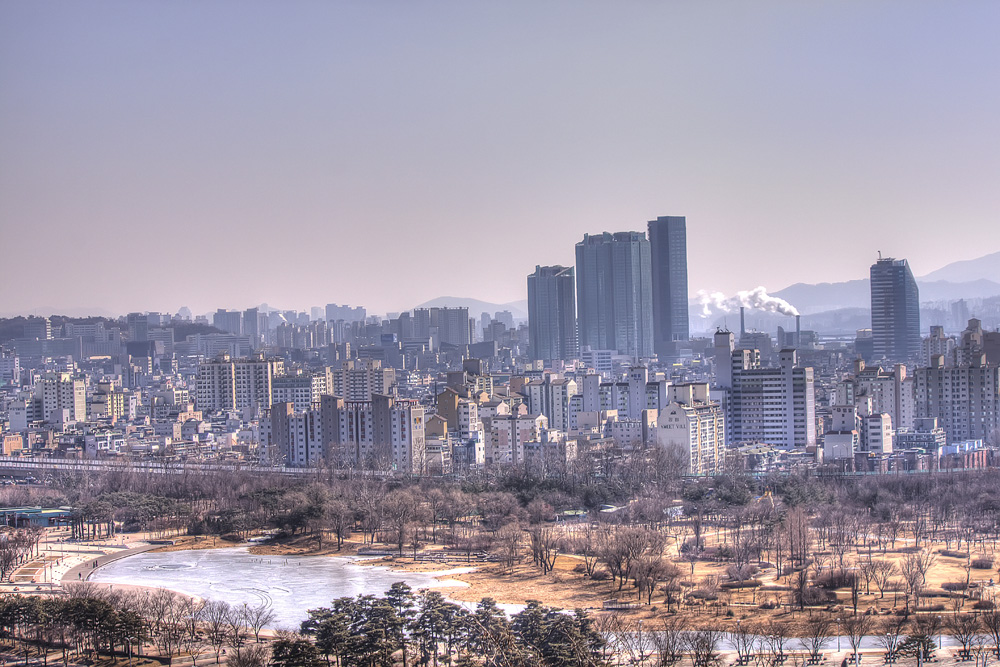
Жилые пригороды Сеула

Сеул (на 2015 год) поддерживает отношения, установленные в период с 1997 по 2012 год, с японским островом Хоккайдо, китайскими провинциями Цзянсу и Чжэцзян, городами: Оттавой, Будапештом, Миланом, Шэньчжэнем, Мапуту, Барселоной, Берлином, Стамбулом, Минском, Гуанчжоу, Аддис-Абебой, Бухарестом, Амстердамом, Лос-Анджелесом, Шицзячжуаном, Чжэцзяном и Буэнос-Айресом. Установлены побратимские связи с австралийским штатом Новый Южный Уэльс (в 1991 году) и 23 городами Европы, Азии, Африки, Северной и Южной Америки:
| - Тайбэй, Китайская Республика (с 1968 года) - Анкара, Турция (1971) - Гонолулу, США (1973) - Сан-Франциско, США (1976) - Сан-Паулу, Бразилия (1977) | - Богота, Колумбия (1982) - Джакарта, Индонезия (1984) - Токио, Япония (1988) - Москва, Россия (1991) - Париж, Франция (1991) | - Мехико, Мексика (1992) - Пекин, Китай (1993) - Улан-Батор, Монголия (1995) - Варшава, Польша (1996) - Ханой, Вьетнам (1996) | - Каир, Египет (1997) - Рим, Италия (2000) - Астана, Казахстан (2004) - Афины, Греция (2006) - Бангкок, Таиланд (2006) | - Вашингтон, США (2006) - Ташкент, Узбекистан (2010) - Лянтор, Россия (2020) |

### Угроза обстрела Сеула артиллерией КНДР
Руководство Северной Кореи неоднократно угрожало уничтожением Сеула в случае войны с Южной Кореей и США. Вследствие близости к границе вся территория сеульской агломерации может быть обстреляна северокорейской тяжёлой артиллерией (по северным окраинам города могут работать и артиллерийские системы средних калибров). На территории КНДР вдоль ДМЗ, в непосредственной близости от сеульской агломерации, располагается несколько тысяч орудий, в том числе РСЗО и тяжёлые артиллерийские системы калибром 170 и 240 миллиметров.